# David J. Impastato
David John Impastato (Mazara del Vallo, 8 gennaio 1903 – Pasadena, 28 febbraio 1986) è stato un neurologo e psichiatra italiano naturalizzato statunitense. Fu il pioniere dell'uso della terapia elettroconvulsivante negli Stati Uniti d'America.